# Hesssches Pendel

Simulierte Bewegung eines Hess’schen Pendels mit Schwerpunktsachse und Drehimpulsebene (schwarz), Hauptachsen (blau), Drehimpuls (rot) und Winkelgeschwindigkeit (grün)

Das Hess’sche Pendel:141ff:197 nach Wilhelm Hess ist in der Kreiseltheorie ein unsymmetrischer Kreisel, bei dem sich der Schwerpunkt wie ein sphärisches Pendel bewegt, nur muss die Schwerebeschleunigung durch eine kreiselspezifische Schwerebeschleunigung ersetzt werden, siehe Animation. Die Geschwindigkeit eines Punkts auf der Hauptachse mit dem mittelgroßen Hauptträgheitsmoment schließt immer denselben Winkel mit der Schwerpunktsachse vom Stützpunkt zum Schwerpunkt ein, weswegen das Hess’sche Pendel auch loxodromisches Pendel genannt wird.:142f Das Hess’sche Pendel ist eine direkte Verallgemeinerung des sphärischen Pendels.:381
Der Drehimpuls ist immer senkrecht zur Schwerpunktsachse. Zudem liegen wie bei den Staude-Drehungen die Schwerpunktsachse, der Drehimpuls und die Winkelgeschwindigkeit in einer Ebene. Die Hauptträgheitsmomente A, B, C um die erste, zweite bzw. dritte Hauptachse und die Schwerpunktskoordinaten s1,2,3 müssen dafür die Bedingungen
{\displaystyle s_{2}=0,\quad {\frac {s_{1}^{2}}{s_{3}^{2}}}={\frac {{\frac {1}{B}}-{\frac {1}{A}}}{{\frac {1}{C}}-{\frac {1}{B}}}}={\frac {C(A-B)}{A(B-C)}}}
einhalten. Hier wird o.B.d.A. A > B > C voraus gesetzt.
Hess, ein Professor am Lyzeum in Bamberg, entdeckte diese analytisch beschreibbare Bewegung 1890. Russische Mathematiker haben seine Studie später vertieft. Das Hess’sche Pendel konnte auch auf den Spielkreisel übertragen werden und Mlodzjejowsky fand eine andere Verallgemeinerung des sphärischen Pendels.:129

## Bedingungen an den Kreisel und die Anfangsbedingungen
Damit der Drehimpuls während der Bewegung immer in einer körperfesten Ebene e bleibt, muss diese senkrecht zur Schwerpunktsachse sein. Der Drehimpuls bleibt nur dann in der Ebene e, wenn Stützpunkt, Schwerpunkt, Drehimpuls und Winkelgeschwindigkeit komplanar sind. Dann schneidet die Ebene e das MacCullagh-Ellipsoid in einem Kreis, was die mögliche Massenverteilung im Kreisel einschränkt.

### Die körperfeste Ebene, die den Drehimpuls enthält
Das äußere Drehmoment {\displaystyle {\vec {s}}\times {\vec {G}}}, gebildet aus dem Kreuzprodukt × der Schwerpunktsachse {\displaystyle {\vec {s}}} mit der Gewichtskraft {\displaystyle {\vec {G}}} ist nach dem Drallsatz gleich der Geschwindigkeit des Endpunkts des Drehimpulses {\displaystyle {\vec {L}}}. Diese Geschwindigkeit ist somit jederzeit senkrecht zur Schwerpunktsachse und muss in e enthalten sein. Also ist die Ebene e senkrecht zur Schwerpunktsachse und definiert durch {\displaystyle {\vec {L}}\cdot {\vec {s}}=0}.:379

### Die Winkelgeschwindigkeit
Aus obiger Ebenengleichung folgt mit der Produktregel
{\displaystyle {\vec {L}}\cdot {\vec {s}}=0\quad \rightarrow \quad {\frac {\mathrm {d} }{\mathrm {d} t}}({\vec {L}}\cdot {\vec {s}})={\dot {\vec {L}}}\cdot {\vec {s}}+{\vec {L}}\cdot {\dot {\vec {s}}}=0}
worin {\displaystyle {\tfrac {\mathrm {d} }{\mathrm {d} t}}} wie der aufgesetzte Punkt die Zeitableitung symbolisieren. Der erste Summand {\displaystyle {\dot {\vec {L}}}\cdot {\vec {s}}=({\vec {s}}\times {\vec {G}})\cdot {\vec {s}}=0} verschwindet immer. Im zweiten Summand bildet sich die Geschwindigkeit des Schwerpunkts mit der Winkelgeschwindigkeit {\displaystyle {\vec {\omega }}} des Kreisels: {\displaystyle {\dot {\vec {s}}}={\vec {\omega }}\times {\vec {s}}}. Damit der zweite Summand jederzeit null ist, müssen Schwerpunkt, Stützpunkt, Drehimpuls und Winkelgeschwindigkeit komplanar sein::379
{\displaystyle {\vec {L}}\cdot ({\vec {\omega }}\times {\vec {s}})=0}

### Die Schnittfigur von Ebene und MacCullagh-Ellipsoid

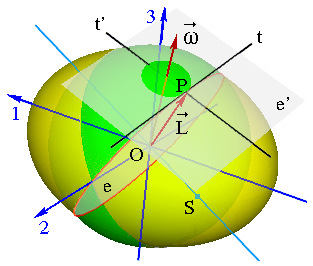
MacCullagh-Ellipsoid (gelb) mit Drallkugel (grün), Hauptachsen (blau), Schwerpunktsachse (hellblau), Stützpunkt O und Schwerpunkt S.

Die körperfeste Ebene e schneidet das MacCullagh-Ellipsoid in einem Kreis. Denn die zur Schwerpunktsachse senkrechte Ebene e durch den Stützpunkt schneidet das MacCullagh-Ellipsoid jedenfalls in einem Kegelschnitt (rot im Bild). Der Drehimpuls liegt in der Ebene e und berührt das Ellipsoid im Punkt P und t sei die Tangente an die Schnittkurve in P. Die Tangente t ist in e enthalten. Mit einer zweiten, zu t senkrechten Tangente t' wird in P die Tangentialebene e' an das Ellipsoid aufgespannt. Diese Ebene ist senkrecht zur Winkelgeschwindigkeit. Weil t die Schnittgerade der Ebenen e und e' ist, die senkrecht zur Schwerpunktsachse bzw. der Winkelgeschwindigkeit sind, ist t auch senkrecht zur Ebene, die von der Schwerpunktsachse und der Winkelgeschwindigkeit erzeugt wird. Diese Ebene enthält auch den Drehimpuls, weswegen t auch zu diesem senkrecht ist. Mithin erweist sich der Kegelschnitt als Kreis, denn seine Tangenten sind jederzeit senkrecht zum Radiusvektor.:380
Allerdings ist die Rotationsenergie nicht notwendigerweise konstant, weswegen dann das MacCullagh-Ellipsoid in seiner Ausdehnung pulsiert. Der Drehimpuls verfolgt im körperfesten System nicht notwendigerweise eine Kreisbahn.

### Die Massenverteilung im Kreisel
Der Drehimpuls liegt bei der momentanen Rotationsenergie Erot auf dem MacCullagh-Ellipsoid, das im Drehimpulsraum mit Drehimpulskomponenten L1,2,3 entlang der Hauptachsen durch die Gleichung
{\displaystyle {\frac {L_{1}^{2}}{A}}+{\frac {L_{2}^{2}}{B}}+{\frac {L_{3}^{2}}{C}}=2E_{\text{rot}}}
definiert ist. Dieses Ellipsoid wird mit einer Kugel derart verschnitten, dass die Schnittfigur eben ist. Die Kugel hat die Gleichung
{\displaystyle {\frac {1}{B}}(L_{1}^{2}+L_{2}^{2}+L_{3}^{2})=2E_{\text{rot}}}
Subtraktion ergibt:
{\displaystyle {\frac {1}{B}}(L_{1}^{2}+L_{2}^{2}+L_{3}^{2})-{\frac {L_{1}^{2}}{A}}-{\frac {L_{2}^{2}}{B}}-{\frac {L_{3}^{2}}{C}}=\left({\frac {1}{B}}-{\frac {1}{A}}\right)L_{1}^{2}+\left({\frac {1}{B}}-{\frac {1}{C}}\right)L_{3}^{2}=0}
In der 1-3-Ebene definiert diese Identität zwei Ursprungsgeraden, die mit der 2-Achse zwei Ebenen erzeugen. Damit die Schwerpunktsachse senkrecht zu einer dieser Ebenen ist, muss
{\displaystyle s_{2}=0,\quad \left({\frac {1}{B}}-{\frac {1}{A}}\right)s_{3}^{2}+\left({\frac {1}{B}}-{\frac {1}{C}}\right)s_{1}^{2}=0}
sein.:381:141

### Folgerungen
Die zusammengetragenen Bedingungen sind zwei an die Massenverteilung (an s2 und s1/s3) und eine an die Anfangsbedingungen ({\displaystyle {\vec {L}}\cdot {\vec {s}}=0}). Dieser Grad der Spezialisierung ist identisch zu dem beim Euler-Kreisel, dem Lagrange-Kreisel und dem Kowalewskaja-Kreisel, die auch jeweils drei Bedingungen an den Kreisel, allerdings nur an dessen Massenverteilung, stellen.:378
Es ist möglich, die Integration der Euler-Poisson-Gleichungen im Hess’schen Fall zu Ende zu führen.:142f Joukowskys geometrische Sätze zeigen, dass sich der Schwerpunkt wie bei einem Raumpendel bewegt, nur muss die Schwerebeschleunigung durch eine kreiselspezifische Schwerebeschleunigung ersetzt werden.

## Joukowskys geometrische Sätze
N. Joukowsky formulierte mehrere Sätze, die die Bewegung des Hess’schen Pendels veranschaulichen. Die Sätze zeigen, dass
1. der Drehimpuls in einer körperfesten Ebene liegt, was im vorangegangenen Abschnitt vorweggenommen wurde,
2. die Geschwindigkeit eines Punkts auf der 2-Achse einen gleich bleibenden Winkel mit den Kreisschnitten einschließt,
3. die kinetische Energie des Kreisels gleich derjenigen eines Massenpunkts ist, der sich im Schwerpunkt des Kreisels befindet, und dass auch
4. der Drehimpuls des Kreisels gleich dem Drehimpuls dieses Massenpunkts ist.

### Die Geschwindigkeit eines Punkts auf der 2-Achse
Joukowskys zweiter Satz besagt, dass die Geschwindigkeit eines Punkts auf der 2-Achse mit den Kreisen, die aufeinander folgende Lagen des Kreisschnittes darstellen, einen konstanten Winkel einschließt.
Denn aus der Bedingung an die Massenverteilung in der Form {\displaystyle {\vec {L}}\cdot {\vec {s}}=0} und
{\displaystyle \left({\frac {1}{B}}-{\frac {1}{A}}\right)L_{1}^{2}+\left({\frac {1}{B}}-{\frac {1}{C}}\right)L_{3}^{2}=0}
folgt, dass das Verhältnis des Drehimpulses L3 zu L1 konstant ist. Das Verhältnis ω3 zu ω1 der zu ihnen proportionalen Winkelgeschwindigkeiten ist somit auch konstant. Der Tangentenvektor {\displaystyle {\vec {t}}={\vec {s}}\times {\hat {e}}_{2}} an den Kreisschnitt auf der 2-Achse hat, weil er körperfest ist, gleichbleibenden Betrag. Der Vektor {\displaystyle {\dot {\hat {e}}}_{2}={\vec {\omega }}\times {\hat {e}}_{2}} ist wegen
{\displaystyle |{\dot {\hat {e}}}_{2}|=|\omega _{1}{\hat {e}}_{3}-\omega _{3}{\hat {e}}_{1}|=|\omega _{1}|{\sqrt {1+{\frac {\omega _{3}^{2}}{\omega _{1}^{2}}}}}}
proportional zur Winkelgeschwindigkeit ω1. Das Skalarprodukt
{\displaystyle {\dot {\hat {e}}}_{2}\cdot {\vec {t}}=({\vec {\omega }}\times {\hat {e}}_{2})\cdot ({\vec {s}}\times {\hat {e}}_{2})=\left(s_{1}+s_{3}{\frac {\omega _{3}}{\omega _{1}}}\right)\omega _{1}}
ist ebenfalls proportional zu ω1. Somit ist aber der Cosinus des Winkels zwischen {\displaystyle {\dot {\hat {e}}}_{2}} und {\displaystyle {\vec {t}}} konstant, weil er das Verhältnis des Skalarprodukts zu den Beträgen der beteiligten Vektoren ist. Folglich ist auch der Winkel zwischen der Bahngeschwindigkeit und der Tangente oder der Komplementwinkel zur Schwerpunktsachse immer gleich.

### Die kinetische Energie des Kreisels
Joukowskys dritter Satz besagt, dass die kinetische Energie des Kreisels gleich derjenigen eines Massenpunkts ist, der sich im Schwerpunkt des Kreisels befindet.
Die kinetische Energie ist beim Kreisel gleich seiner Rotationsenergie
{\displaystyle E_{\text{kin}}=E_{\text{rot}}={\frac {1}{2}}{\vec {L}}\cdot {\vec {\omega }}}
Bei einem mit gleicher Winkelgeschwindigkeit kreisenden Massenpunkt mit Masse M und Bahngeschwindigkeit {\displaystyle {\vec {v}}={\vec {\omega }}\times {\vec {s}}} ist die kinetische Energie
{\displaystyle E_{\text{kin}}={\frac {M}{2}}|{\vec {v}}|^{2}={\frac {M}{2}}|{\vec {\omega }}\times {\vec {s}}|^{2}}
Kombination der beiden Gleichungen führt unter den eingangs angegebenen Einschränkungen für die Lage des Schwerpunkts und der Orthogonalität {\displaystyle {\vec {L}}\cdot {\vec {s}}=0} auf die Masse
{\displaystyle M={\frac {2E_{\text{kin}}}{|{\vec {v}}|^{2}}}={\frac {{\vec {L}}\cdot {\vec {\omega }}}{|{\vec {\omega }}\times {\vec {s}}|^{2}}}={\frac {(A-B)C}{(A-C)s_{1}^{2}}}={\frac {B}{|{\vec {s}}|^{2}}}}

### Der Drehimpuls des Körpers
Joukowskys vierter Satz besagt, dass der Drehimpuls des Körpers gleich dem Drehimpuls des Massenpunkts aus dem dritten Satz ist.
Beim Kreisel ergibt sich der Drehimpuls aus dem Produkt des Trägheitstensors Θ mit der Winkelgeschwindigkeit: {\displaystyle {\vec {L}}:=\mathbf {\Theta } \cdot {\vec {\omega }}}. Beim Massenpunkt lautet der Drehimpuls andererseits
{\displaystyle {\vec {L}}_{M}:={\vec {s}}\times M{\vec {v}}={\vec {s}}\times M({\vec {\omega }}\times {\vec {s}})}
was mit der Masse aus Satz 3 und den eingangs angegebenen Einschränkungen für die Lage des Schwerpunkts und der Orthogonalität {\displaystyle {\vec {L}}\cdot {\vec {s}}=0} identisch zum Drehimpuls des Kreisels ist: {\displaystyle {\vec {L}}={\vec {L}}_{M}}.

### Folgerungen
Beim Hess’schen Pendel sind die Rotationsenergie und der Drehimpuls gleich dem eines Massenpunkts mit Masse M im Schwerpunkt. Diese Masse ist nicht notwendigerweise gleich der Masse m des Kreisels. Auf diesen wirkt eine Gewichtskraft
{\displaystyle mg=M\left({\frac {m}{M}}g\right)=M\left({\frac {ms^{2}}{B}}g\right)=:Mg'}
gemäß der Schwerebeschleunigung g. Der Schwerpunkt des Kreisels bewegt sich daher wie ein sphärisches Pendel mit der Masse M unter der modifizierten Schwerebeschleunigung g'.:142f Insbesondere gleicht sich das Hess’sche Pendel dem kräftefreien Euler-Kreisel an, wenn der Schwerpunkt in den Stützpunkt rückt und die modifizierte Schwerebeschleunigung dadurch gegen null geht.

## Integration der Euler-Poisson-Gleichungen
Die #Euler-Poisson-Gleichungen sind die Bewegungsgleichungen für einen schweren Kreisel mit Stützpunkt. Diese Gleichungen können im Fall des Hess’schen Pendels dahingehend gelöst werden, dass die in den Gleichungen vorkommenden Variablen durch elliptische Integrale ausgedrückt werden.
Dies gelingt nach Einführung einer Orthonormalbasis, die an der Schwerpunktsachse vom Stützpunkt zum Massenmittelpunkt und der Hauptträgheitsachse mit Hauptträgheitsmoment B ausgerichtet ist. In diesem System nehmen die #Integrale besonders einfache Formen an, wonach elliptische Integrale für die Koordinaten der Lotrichtung angegeben werden können.

### Euler-Poisson-Gleichungen
Im Hauptachsensystem lauten die Euler-Poisson-Gleichungen
{\displaystyle {\begin{aligned}A{\dot {p}}+(C-B)qr=&mg(n_{3}y_{0}-n_{2}z_{0})\\B{\dot {q}}+(A-C)rp=&mg(n_{1}z_{0}-n_{3}x_{0})\\C{\dot {r}}+(B-A)pq=&mg(n_{2}x_{0}-n_{1}y_{0})\end{aligned}}}
{\displaystyle {\begin{aligned}{\dot {n}}_{1}=&rn_{2}-qn_{3}\\{\dot {n}}_{2}=&pn_{3}-rn_{1}\\{\dot {n}}_{3}=&qn_{1}-pn_{2}\end{aligned}}}
Darin ist bzw. sind
| • mg:         | die Gewichtskraft, |
| • A, B, C:    | die (unveränderlichen) Hauptträgheitsmomente des Kreisels,                                                                              |
| • x0, y0, z0: | die (unveränderlichen) Koordinaten des Massenmittelpunkts,                                                                              |
| • p, q, r:    | die (veränderlichen) Komponenten der Winkelgeschwindigkeit,                                                                             |
| • n1,2,3:     | die (veränderlichen) Komponenten des parallel zur Schwerkraft senkrecht nach unten weisenden Einheitsvektors {\displaystyle {\hat {n}}} |

im Hauptachsensystem ê1,2,3. Beim Hess’schen Pendel ist y0=0 und wegen der speziellen Massenverteilung im Kreisel gilt mit {\displaystyle \rho _{0}:={\sqrt {x_{0}^{2}+z_{0}^{2}}}}:
{\displaystyle {\frac {\rho _{0}^{2}}{B(A-C)}}={\frac {x_{0}^{2}}{C(A-B)}}={\frac {z_{0}^{2}}{A(B-C)}}}
Im Folgenden wird mg=1 gesetzt, was bekanntlich nur die Wahl der Maßeinheiten beschränkt.:446

### Integrale
Beim schweren Kreisel mit Stützpunkt gibt es immer drei Integrale der Bewegung, die in der Kreiseltheorie kurz Integrale genannt werden. Diese sind:
Die Norm des lotrechten Einheitsvektors:
{\displaystyle l_{0}:=n_{1}^{2}+n_{2}^{2}+n_{3}^{2}\equiv 1},
der Drehimpuls in Lotrichtung:
{\displaystyle l_{1}:=Apn_{1}+Bqn_{2}+Crn_{3}}=const.,
und hier die doppelte Gesamtenergie des Kreisels:
{\displaystyle l_{2}:=Ap^{2}+Bq^{2}+Cr^{2}-2(x_{0}n_{1}+y_{0}n_{2}+z_{0}n_{3})}=const.
Beim Hess’schen Pendel wird ein viertes Integral vorausgesetzt:
{\displaystyle {\vec {L}}\cdot {\vec {s}}=Apx_{0}+Crz_{0}\equiv 0}.

### Schwerpunktssystem
Für das weitere Vorgehen wird ein körperfestes Koordinatensystem gewählt,
- dessen Ursprung im Stützpunkt liegt,
- dessen η-Richtung êη in Richtung der Hauptträgheitsachse ê2 mit dem mittelgroßen Hauptträgheitsmoment B weist (C < B < A),
- dessen ζ-Richtung êζ in Richtung des Massenmittelpunkts {\displaystyle {\vec {s}}=x_{0}{\hat {e}}_{1}+z_{0}{\hat {e}}_{3}} liegt und
- dessen ξ-Richtung êξ senkrecht zu den vorgenannten Richtungen ist.

Dann gilt::449
{\displaystyle {\hat {n}}={\begin{pmatrix}n_{1}\\n_{2}\\n_{3}\end{pmatrix}}_{{\hat {e}}_{123}}={\frac {1}{\rho _{0}}}{\begin{pmatrix}x_{0}\zeta +z_{0}\xi \\\rho _{0}\eta \\z_{0}\zeta -x_{0}\xi \end{pmatrix}}_{{\hat {e}}_{123}}=:{\begin{pmatrix}\xi \\\eta \\\zeta \end{pmatrix}}_{{\hat {e}}_{\xi \eta \zeta }}={\frac {1}{\rho _{0}}}{\begin{pmatrix}z_{0}n_{1}-x_{0}n_{3}\\\rho _{0}n_{2}\\x_{0}n_{1}+z_{0}n_{3}\end{pmatrix}}_{{\hat {e}}_{\xi \eta \zeta }}}

### Transformation des Gleichungssystems
Aus dem vierten der #Integrale {\displaystyle {\vec {L}}\cdot {\vec {s}}=Apx_{0}+Crz_{0}\equiv 0} wird
{\displaystyle r=-{\frac {Ax_{0}p}{Cz_{0}}}}
entnommen und mit den Koordinaten ξ, η bzw. ζ der #Lotrichtung im Schwerpunktssystem schreiben sich die #Euler-Poisson-Gleichungen:450
{\displaystyle {\begin{aligned}A{\dot {p}}=&{\frac {A(C-B)x_{0}}{Cz_{0}}}pq-z_{0}\eta \\B{\dot {q}}=&{\frac {A(A-C)x_{0}}{Cz_{0}}}p^{2}+\rho _{0}\xi \\{\dot {\xi }}=&{\frac {(C-A)x_{0}}{C\rho _{0}}}p\eta -q\zeta \\{\dot {\eta }}=&{\frac {A\rho _{0}}{Bz_{0}}}p\zeta +{\frac {(A-C)x_{0}}{C\rho _{0}}}p\xi \\{\dot {\zeta }}=&{\frac {1}{B}}\left(Bq\xi -{\frac {A\rho _{0}}{z_{0}}}p\eta \right)\end{aligned}}}
Aus den #Integralen wird:
{\displaystyle {\begin{aligned}\xi ^{2}+\eta ^{2}+\zeta ^{2}=&1\\{\frac {A\rho _{0}}{z_{0}}}p\xi +Bq\eta =&l_{1}\\{\frac {A^{2}\rho _{0}^{2}}{Bz_{0}^{2}}}p^{2}+Bq^{2}-2\rho _{0}\zeta =&l_{2}\end{aligned}}}

### Auflösung
Existierten nur von ζ abhängige Funktionen f und g, sodass
{\displaystyle {\frac {A\rho _{0}}{z_{0}}}p=f\xi -g\eta ,\;Bq=f\eta +g\xi }
dann wäre wegen
{\displaystyle {\dot {\zeta }}={\frac {1}{B}}[(f\eta +g\xi )\xi -(f\xi -g\eta )\eta ]={\frac {g}{B}}(\xi ^{2}+\eta ^{2})={\frac {g}{B}}(1-\zeta ^{2})}
das Problem auf eine gewöhnliche Differentialgleichung in ζ zurückgeführt. Mit diesem Ansatz ergibt sich aus den #neuen Integralen::450
{\displaystyle {\begin{aligned}p={\frac {z_{0}(l_{1}\xi -\eta R)}{A\rho _{0}(1-\zeta ^{2})}},\;q={\frac {l_{1}\eta +\xi R}{B(1-\zeta ^{2})}},\;R^{2}=B(1-\zeta ^{2})(l_{2}+2\rho _{0}\zeta )-l_{1}^{2}\end{aligned}}}
und damit
{\displaystyle {\dot {\zeta }}={\frac {R}{B}}}
Der Zähler ist nur bis auf das Vorzeichen bestimmt, das sich nach dem bei Schwingungen üblichen Verfahren ergibt. Die Variable ζ bewegt sich im Intervall [-1, 1] zwischen zwei Extremen, zwischen denen das Polynom R2 positiv ist und in denen R = 0 ist. In diesen Nullstellen wechselt {\displaystyle {\dot {\zeta }}} sein Vorzeichen.
Trennung der Veränderlichen führt auf ein Elliptisches Integral:
{\displaystyle {\frac {{\rm {d}}\zeta }{{\rm {d}}t}}={\frac {R}{B}}\quad \rightarrow \quad {\rm {d}}t=B{\frac {{\rm {d}}\zeta }{R}}\quad \rightarrow \quad t-t_{0}=B\int _{\zeta _{0}}^{\zeta }{\frac {{\rm {d}}z}{\sqrt {B(1-z^{2})(l_{2}+2\rho _{0}z)-l_{1}^{2}}}}}
Indem in die Zeitableitungen von ξ und η obige Ausdrücke für p und q eingesetzt werden, entsteht:
{\displaystyle {\dot {\xi }}={\frac {(a\xi -\zeta )l_{1}\eta -(a\eta ^{2}+\xi \zeta )R}{B(1-\zeta ^{2})}},\;{\dot {\eta }}={\frac {(l_{1}\xi -\eta R)(\zeta -a\xi )}{B(1-\zeta ^{2})}},\;a={\frac {B(C-A)x_{0}z_{0}}{AC\rho _{0}^{2}}}}
Mit der imaginären Einheit i2=−1 wird aus ξ und η die komplexe Variable {\displaystyle v=\xi +{\rm {i}}\eta } zusammen gebaut, die die Zeitableitung
{\displaystyle {\dot {v}}={\dot {\xi }}+{\rm {i}}{\dot {\eta }}={\frac {(R-{\rm {i}}l_{1})(av-2\zeta )v}{2B(1-\zeta ^{2})}}-{\frac {a}{2B}}(R+{\rm {i}}l_{1})}
besitzt, die nur von {\displaystyle v} selbst und ζ abhängt. Damit sind auch obige Ausdrücke für p und q Funktionen von ζ allein und das Problem im Prinzip gelöst.
Der Variablen {\displaystyle v} kann ein Punkt im Kreisel zugeordnet werden, der um {\displaystyle \zeta {\hat {e}}_{\zeta }} von der Lotrichtung abweicht: {\displaystyle {\vec {v}}=\xi {\hat {e}}_{\xi }+\eta {\hat {e}}_{\eta }}. So ist die Bewegung des Kreisels vollständig beschrieben durch zwei Punkte: Dem Massenmittelpunkt und {\displaystyle {\vec {v}}}.:451